# Енн Вілер
Енн Вілер (англ. Anne Wheeler; 23 вересня 1946, Едмонтон, Альберта) — канадська режисерка, продюсерка, сценаристка, монтажерка, операторка, акторка.

## Життєпис
Є випускницею математичного факультету Університету Альберти, була програмісткою, а потому почала подорожувати. 
В 1981 році виходить її перший фільм «Історія війн» («A War Story»), який розповідав про війну та про час перебування її батька (лікаря) в полоні. Наступними найпопулярнішими фільмами були «Бістро "У Годдіви"», «Нокаут», «Грань безумства».
Вілер була чотири рази номінована на премію Джіні за найкращі досягнення в режисурі за фільми "Відданість" (1986), "Ковбої не плачуть" (1988), "Bye Bye Blues" (1989) і "Раптом голий" (2001). Її телевізійний мінісеріал "Спляча кімната" виграв нагороди "Близнюки" за найкращий телевізійний фільм та найкращу режисуру. У 2017 році Вілер виграла премію Лео за найкращу режисуру (телевізійний фільм) за фільм Hallmark Stop the Wedding.
Вілер була призначена офіцером Ордена Канади в 1995 році. У 2012 році вона отримала Ювілейну медаль королеви Єлизавети II. Вілер також була удостоєна семи почесних докторатів. У 2017 році Вілер отримала премію "Лев" за найкращу режисуру (телевізійний фільм) за фільм "Зупиніть весілля".